# Школа драматического искусства
Теа́тр «Шко́ла драмати́ческого иску́сства» — московский драматический театр, основанный в 1987 году режиссёром Анатолием Васильевым. В основу «Школы» легли принципы игрового театра и концепция театра-лаборатории, сосредоточенного на поисках, исследованиях и сценических экспериментах. В состав театра входят несколько «лабораторий», разрабатывающих новые постановки.
Наименование юридического лица — Государственное бюджетное учреждение культуры города Москвы «Театр „Школа драматического искусства“».

## История театра

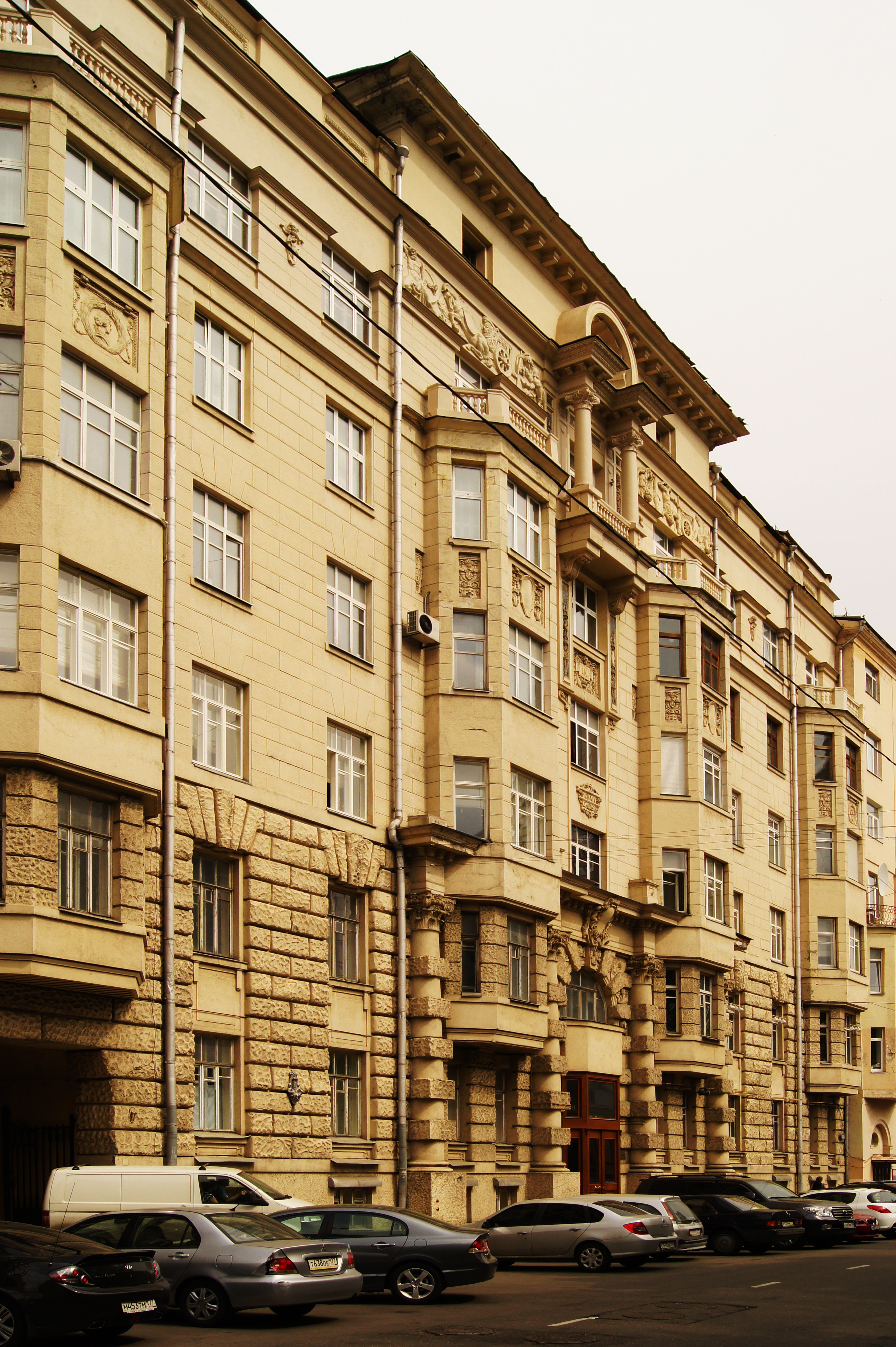
Ул. Поварская, 20

Основатель театра «Школа драматического искусства» — Анатолий Александрович Васильев. С 1986 года театр занимал полуподвальные помещения в бывшем доходном доме И. С. Кальмеера на Поварской улице, 20, где до этого располагались мастерские Театра имени Моссовета. Был открыт для зрителей 24 февраля 1987 года премьерой спектакля «Шесть персонажей в поисках автора» Л. Пиранделло в постановке Анатолия Васильева. Здесь же им были поставлены «Бесы» по Ф. Достоевскому и «Иосиф и его братья» по Т. Манну.
Создание театра основано на концепции «Лаборатория — Школа — Театр». В отличие от репертуарного театра, эта концепция сосредоточена на поисках и исследованиях, возможности постоянно экспериментировать.

## Здание театра на Сретенке
Работа над проектом нового здания на Сретенке началась в год создания театра «Школа драматического искусства» и продолжалась, хотя и с перерывами, до завершения строительства почти 14 лет. В архитектуре здания воплотились эстетические принципы, выдвинутые Анатолием Васильевым и разработанные Игорем Поповым, в постройке также принимали участие Борис Тхор, Сергей Гусарев. Строительство осуществлено на средства Правительства Москвы и под патронатом мэра Москвы Юрия Лужкова.
Здание театра состоит из двух зрительных залов и двух сцен: «Манеж» и «Глобус», а также основных функциональных блоков, связанных друг с другом «Атриумом», зрительским фойе под прозрачным сводом.
В архитектуре здания отразились оригинальность творческой и организационной структуры, своеобразие эстетических принципов театра «Школа драматического искусства». Взаимопроникновению лабораторной и репертуарной деятельности театра соответствует «сквозная» система двух сцен, репетиционных залов и зала для тренингов, танцевального и музыкальных классов. Естественное, проникающее через окна, освещение наполняет светом и воздухом ежедневную практику актёров, атмосферу лабораторных и постановочных спектаклей.
Новое здание Театра на Сретенке открыто для зрителей 4 мая 2001 года, в день 59-летия Анатолия Васильева.

## Лаборатории театра

### ЛабораторияПетра Айду
Музыкальная лаборатория под руководством Петра Айду — это группа музыкантов, артистов, художников и теоретиков искусства, работающая в области звука и музыки. Была создана в «Школе драматического искусства» в 2008 году на основе лабораторной концепции театра. Её цель заключается в разработке собственной, созданной внутри театра и предназначенной для его пространства звуковой стратегии.
Само помещение театра является акустической основой для музыкальных исследований. Оно обладает уникальной, тщательно выверенной акустикой, дающей возможности для тонкой и разнообразной работы с живым звуком.
«В спектакле „Каменный ангел“ музыка играет ту же роль, что и архитектура зала — она существует на трёх метафорических уровнях: земля, небо и преисподняя. Вся европейская музыка находится на среднем уровне, на земле. На верхнем уровне, на небесах, находятся колокола.
Для нас колокола — это особая тема. Благодаря появлению этого спектакля миф и реальность колоколов стали одним из направлений в работе Музыкальной лаборатории театра.
На нижнем уровне, на территории подземных сил, находятся „антиколокола“: китайский гонг, буддийские храмовые чаши, различные экспериментальные инструменты. Это как бы искажённые колокола, колокола в дурмане, однако по природе своей они все — близкие родственники. Также применяются нестандартные способы игры на колоколах.
В спектакле не используется фонограмма и электрическое усиление звука»."
Пётр Айду о спектакле «Каменный ангел», в котором звучат
колокола, клавесин, орган, лютня и тамбур-пайп.
Помимо постоянной исследовательской деятельности, в задачи Музыкальной Лаборатории входит организация концертов, проведение лекций и мастер-классов.
Результаты работы Лаборатории используются как для создания специальных проектов, так и для музыкального и звукового оформления постановок театра.

#### Основные проекты Лаборатории Петра Айду (2008—2012)
— Музыкальное оформление спектаклей: «Кориолан», «Каменный ангел», «Саломея», «Каин» (реж. И. Яцко)
— Концерт-фотовыставка «Потерянные пространства» (2008)
— «Персимфанс. Опыт реконструкции звуковой среды 1920-х годов в СССР» (2009)
— «Маленькая коллекция колоколов и колокольчиков» (2009)
— Концерт «Stylus phantasticus» (2009)
— Участие в фестивале «Неизвестная Сибирь» (Лион, Франция) с проектом «Реконструкция будущего: советские музыкальные утопии 1920-х годов» (2010)
— Спецпроект на выставке А. Дейнеки в Третьяковской галерее на Крымском Валу, 2010
— Серия концертов «Осколки музыки» («Осколки музыки: токкаты и куранты», «Вагнер, Лист, Шуман, Штраус на рояле „Беккер“ 1900 года») в 2012 году.
— Концерт-перформанс «Реконструкция утопии. Москва 1922 — предчувствие нового звука» (2012).

### ЛабораторияДмитрия Крымова
Дмитрий Крымов о своей Лаборатории:
 Первый спектакль, назывался он «Недосказки», был поставлен со студентами моего, тогда еще первого курса художественного факультета РАТИ. Основой спектакля стали русские народные сказки под редакцией Афанасьева, то есть, самые, что ни на есть «реальные» русские сказки. Этот спектакль был без слов. Артистами выступали те же студенты-художники, создававшие на глазах зрителей серию зрительных образов, объединенных одним сюжетом и идеей.

Посмотрев наш спектакль, Анатолий Васильев, один из крупнейших режиссёров нашего времени, руководитель московского театра «Школа драматического искусства» — Театр Европы", предложил включить его в репертуар своего театра и создать лабораторию из художников-артистов под моим руководством. С этих пор мы … существуем в недрах этого необычного и уникального театра как своего рода художественное подразделение. По отзывам некоторых уважаемых нами людей, мы создали (или на грани создания) свой необычный театр художников, со своей собственной, нигде, или очень редко встречающейся эстетикой. Мы преисполнены гордостью, азартом и амбициями, и полны желания продолжать начатое дело. 

#### Спектакли Лаборатории Дмитрия Крымова
- 2002 — «Недосказки», по сказкам А. Н. Афанасьева
- 2002 — «Три сестры», по мотивам трагедии «Король Лир» В. Шекспира
- 2005 — «Сэр Вантес. Донкий Хот», по мотивам романа «Дон Кихот» Сервантеса
- 2006 — «Торги», пьеса Д. Крымова по мотивам драматических произведений А. П. Чехова
- 2006 — «Демон. Вид сверху», по мотивам поэмы М. Лермонтова
- 2007 — «Корова», по рассказу А. Платонова
- 2008 — «Opus № 7», — идея, композиция и постановка Д. Крымова
- 2010 — «ТАРАРАБУМБИЯ» — Постановка — Дмитрий Крымов к 150 летию А. П. Чехова
- 2011 — «КАТЯ, СОНЯ, ПОЛЯ, ГАЛЯ, ВЕРА, ОЛЯ, ТАНЯ…», по мотивам «Тёмных аллей» И. Бунина.
- 2012 — «Как вам это понравится по пьесе Шекспира Сон в летнюю Ночь»
- 2013 — «Оноре де Бальзак. Заметки о Бердичеве. По пьесе А. Чехова „Три сестры“»
- 2014 — «О-й. Поздняя любовь» По пьесе А. Островского «Поздняя любовь»"